# Psolidium gaini
Psolidium gaini is een zeekomkommer uit de familie Psolidae.
De wetenschappelijke naam van de soort werd in 1914 gepubliceerd door Clément Vaney.